# Темпл (Нью-Гемпшир)
Темпл (англ. Temple) — місто (англ. town) в США, в окрузі Гіллсборо штату Нью-Гемпшир. Населення — 1382 особи (2020).

## Демографія
Згідно з переписом 2010 року, у місті мешкало 1366 осіб у 503 домогосподарствах у складі 375 родин. Було 542 помешкання
Расовий склад населення:
| - 98,2 % — білих - 0,4 % — корінних американців - 0,1 % — азіатів |

До двох чи більше рас належало 0,5 %. Частка іспаномовних становила 2,0 % від усіх жителів.
За віковим діапазоном населення розподілялося таким чином: 22,0 % — особи молодші 18 років, 65,2 % — особи у віці 18—64 років, 12,8 % — особи у віці 65 років та старші. Медіана віку мешканця становила 45,1 року. На 100 осіб жіночої статі у місті припадало 99,4 чоловіків;  на 100 жінок у віці від 18 років та старших — 100,6 чоловіків також старших 18 років.
Середній дохід на одне домашнє господарство  становив 94 335 доларів США (медіана — 79 821), а середній дохід на одну сім'ю — 105 533 долари (медіана — 99 643). Медіана доходів становила 82 500 доларів для чоловіків та 43 333 долари для жінок. За межею бідності перебувало 7,2 % осіб, у тому числі 0,0 % дітей у віці до 18 років та 9,6 % осіб у віці 65 років та старших.
Цивільне працевлаштоване населення становило 719 осіб. Основні галузі зайнятості: освіта, охорона здоров'я та соціальна допомога — 21,4 %, науковці, спеціалісти, менеджери — 12,5 %, виробництво — 11,8 %.